# Photographie.com

Photographie.com est le magazine en ligne français le plus ancien consacré à la photographie.
Le magazine relaie l'actualité culturelle liée à la photographie en France et à l'étranger. Le site gratuit divers genres de la photographie et contient des critiques de livres et d'expositions photo, des essais, des analyses et des critiques sur la photographie et la culture. Photographie.com fournit également des entrevues avec des photographes, des conservateurs de musée, des collectionneurs et d'autres experts du monde de la photographie.
Lancé en 1996 par Jean-François Bauret, Yan Morvan et Didier de Faÿs pour faire avancer les intérêts des photographes, le site s'est imposé comme un nom de confiance dans le monde de la photographie. En 1998, Photographie.com a lancé la Bourse du talent, un prix pour accompagner et promouvoir lors de plusieurs sessions annuelles des jeunes photographes émergents. Les travaux des lauréats sont exposés chaque année à la Bibliothèque nationale de France. 
Photographie.com réalise depuis 2007 Les Grandes Rencontres du Salon de la Photo où des photographes d’horizons différents révèlent leur travail[pertinence contestée] (En 2012 : Stanley Greene, Gérard Rondeau, Denis Rouvre).